# Konohana Sakuya Hime
Konohanasakuya-hime (木花開耶姫 (Mộc Hoa Khai Da Cơ)) là một nhân vật trong thần thoại Nhật Bản, nàng công chúa của hoa nở, biểu tượng cho nét thanh nhã của trời đất. Nàng là con gái của thần núi  Ohoyamatsumi. Nàng thường được coi là hóa thân của đời sống người Nhật, đặc biệt là vì biểu tượng của nàng là hoa anh đào (sakura).
Nàng là vợ của thần Ninigi. Họ gặp và yêu nhau bên bờ biển; Ninigi đã xin Oho-yama được cưới nàng. Oho-Yama muốn gả con gái lớn Iwa-Naga nhưng trái tim Ninigi đã thuộc về Kono-hana. Oho-Yama miễn cưỡng phải chấp thuận, Ninigi và Kono-hana nên vợ nên chồng. Vì Ningi từ chối công chúa của đá Iwa-Naga nên đời sống con người mới ngắn ngủi và phù du như bông hoa anh đào chứ không lâu dài và vĩnh cửu như đá tảng. Bà là nữ thần của núi Phú Sĩ.
Kono-hana có mang chỉ sau một đêm làm Ninigi nghi ngờ. Chàng băn khoăn không hiểu đây có phải con của một vị thần khác hay không. Kono-hana nổi giận trước lời buộc tội của Ninigi bèn vào trong một túp lều không cửa rồi phóng hỏa. Nàng thề rằng đứa trẻ sẽ không bị lửa thiêu nếu nó đúng là con của thần Ninigi. Kono-hana hạ sinh ba con trai Hoderi, Hosuseri và Hoori trong lều.
Các đền thờ tại núi Phú Sĩ đã được xây cất cho nữ thần Konohana Sakuya Hime. Người ta tin rằng bà sẽ giữ cho núi Phú Sĩ không phun trào.